# نادي بوا إيسبورت
نادي بوا إيسبورت هو نادي كرة قدم برازيلي أٌسس عام 1947. يلعب النادي في الدوري البرازيلي الدرجة الثانية.

## وصلات خارجية
- الموقع الرسمي